# Pan Johnson
Pan Johnson (ang. Mister Johnson) – amerykański film obyczajowy z 1990 roku w reżyserii Bruce’a Beresforda, zrealizowany na podstawie powieści Joyce’a Cary’ego. Zdjęcia kręcono w Nigerii.

## Fabuła
Lata 20. XX w. Fada – osada w Nigerii. Pan Johnson, czarnoskóry wykształcony, który czuje się bardziej Brytyjczykiem niż Nigeryjczykiem, pracuje jako zarządca u Harry’ego Rudbecka. Johnson chce się wybić ze społeczności, z której pochodzi. Ale jego otwartość umysłu przynosi tylko kłopoty.

## Główne role
- Maynard Eziashi – Pan Johnson
- Pierce Brosnan – Harry Rudbeck
- Edward Woodward – Sargy Gollup
- Beatie Edney – Celia Rudbeck
- Denis Quilley – Bulteen
- Nick Reding – Tring
- Bella Enahoro – Bamu
- Femi Fatoba – Waziri
- Kwabena Manso – Benjamin
- Chief Hubert Ogunde – Brimah
- Sola Adeyemi – Ajali
- Jerry Linus – Saleh
- George Menta – Emil
- Steve James – Aliu

## Nagrody i nominacje
41. MFF w Berlinie
- Srebrny Niedźwiedź dla najlepszego aktora - Maynard Eziashi